# Clementina Bouligni de Pizarro
Clementina Bouligni Timoni (Constantinopla, 6 de octubre de 1788 - Dresde, 4 de enero de 1853), llamada Clementina Bouligni de Pizarro y citado su apellido también como Bouligny, fue una pintora española, que fue académica de honor y de mérito de la Real Academia de Bellas Artes de San Fernando de Madrid y académica de mérito de la de San Carlos de Valencia.

## Orígenes y familia
Nació en Constantinopla el 6 de octubre de 1788, en una familia de comerciantes originarios de Marsella, afincada en Alicante a principios de siglo XVIII y que se dedicó a negocios de exportación e importación y de otra índole entre el Atlántico y el Mediterráneo. Era hija del diplomático José Eliodoro Bouligini y Marconié, natural de Alicante, que ocupó el cargo de ministro plenipotenciario del rey de España en varias cortes europeas, y de Teresa Timoni y Quirico, nacida, como su hija, en la entonces capital otomana.
Se casó el 18 de agosto de 1814 en París con José de García de León y Pizarro, que fue consejero de estado y caballero de la orden de Carlos III. El matrimonio tuvo cuatro hijos: José (1818), Teodoro (1820), Federico (1824) y Matilde (1832). El matrimonio vivió principalmente en Madrid, salvo el período de 1818 a 1819, que residieron en Valencia por haber sido desterrado su marido.

## Actividad artística
Bouligni es conocida por haber cultivado la pintura, si bien Manuel Ossorio la considera una pintora de apego. Cabe decir que con su marido compartió la pasión por la pintura, ambos agrandaron una notable colección particular que había sido iniciada por el suegro de Bouligni. Además, como hija y esposa de diplomáticos, recorrió varias capitales europeas, algo que le permitió visitar varios museos y colecciones privadas. En 1817 envió un dibujo al pastel al infante Carlos María Isidro de Borbón, que entonces era el jefe de la Real Academia de Bellas Artes de San Fernando, ofreciéndolo a la institución. A raíz de esto, y probablemente por la influencia de su marido, que entonces era ministro de Estado y, como tal, protector de la academia, además de impulsor del Museo del Prado, Bouligni fue nombrada académica de honor y mérito. La obra presentada, Dos jefes femeninos, de hecho una copia de un detalle de El rapto de Elena de Guido Reni, estuvo presente en la Exposición de la Academia de 1840.

### Académica de San Fernando y San Carlos
En julio de 1818 entró a formar parte de la Junta de Damas Academia de Honor y Mérito encargada de la gestión del Estudio de Dibujo femenino dependiente de la academia, a la que perteneció al menos hasta 1850. En 1819, estando en Valencia por el destierro de su marido, solicitó a la Real Academia de San Carlos el título de académica de mérito, que obtuvo el 11 de julio del mismo año después de presentar la obra en el pastel Un anciano de medio cuerpo leyendo, de la que se desconoce actualmente la ubicación. En 1830, poco después de su fundación, fue elegida adicta de mérito del Conservatorio de Madrid.

## Muerte
Murió en la ciudad alemana de Dresde el 4 de enero de 1853.